# René Jørgensen
Pour les articles homonymes, voir Jørgensen.
René Jørgensen est un coureur cycliste danois, né le 26 juillet 1975 à Herning.

## Palmarès
- 1993
  - 2e du Grand Prix Rüebliland
- 1995
  - 2e du championnat du Danemark du contre-la-montre par équipes
- 1997
  - 2e du championnat du Danemark sur route espoirs
- 2000
  - DCR-Tour
- 2003
  - 2e du Tour de Bochum
- 2005
  - 3e du GP Aarhus
- 2006
  - 3e du Grand Prix Cristal Energie
  - 3e du Grand Prix Demy-Cars
- 2007
  -  Champion du Danemark du contre-la-montre par équipes (avec Jens-Erik Madsen et Michael Tronborg)
  - 2e de la Boucle de l'Artois
  - 2e du Tour de Drenthe
  - 2e du GP Herning
- 2009
  - GP Herning
- 2010
  - 2e de la Ronde de l'Oise
  - 3e de la Post Cup
- 2012
  - 3e du Tour de Drenthe

## Classements mondiaux
| Année           | 2005 | 2006 | 2007 | 2008 | 2009 | 2010 | 2011 | 2012 |
| --------------- | ---- | ---- | ---- | ---- | ---- | ---- | ---- | ---- |
| UCI Asia Tour   | 98e  |      |      |      |      |      |      |      |
| UCI Europe Tour | 354e | 487e | 62e  | 418e | 287e | 419e | 611e | 428e |